# Handel trójkątny

Schemat handlu trójkątnego

Handel trójkątny – określenie przepływu towarów i ludzi (niewolników) odbywającego się na Oceanie Atlantyckim, w ramach handlu pomiędzy Europą, Afryką i Ameryką w okresie od połowy XVI wieku do połowy XIX wieku.
W klasycznym rozumieniu handel trójkątny polegał na wywozie różnego rodzaju wyrobów wytworzonych w Europie (m.in. broń, tkaniny, wyroby żelazne) do Afryki, gdzie wymieniano je na niewolników. Ci wywożeni byli do Ameryki (w szczególności na Karaiby), do pracy na plantacjach. Dobra wytworzone na plantacjach (m.in. cukier, bawełna czy tytoń) były z kolei sprowadzane do Europy i tam sprzedawane.
Handlem trójkątnym określa się także zapoczątkowany nieco później przepływ dóbr między Afryką, Karaibami a Nową Anglią – z Afryki na Karaiby sprowadzano niewolników, wyprodukowaną na Karaibach melasę przewożono do Nowej Anglii, gdzie na jej bazie wytwarzano rum sprzedawany następnie w Afryce.
Inny model trójkątny obrazuje z kolei handel pomiędzy Nową Anglią, Karaibami oraz Europą, w ramach którego na Karaibach sprzedawano pochodzące z Nowej Anglii ryby, produkty drzewne i mięso, stąd do Europy eksportowano cukier, a z Europy do Nowej Anglii sprowadzano wyroby rzemieślnicze.